# نووسولداتکا
نووسولداتکا (انگلیسی: Novosoldatka) یک شهرک در بخش کراسننسکی استان بلگورود کشور روسیه است.